# (100425) 1996 HM
(100425) 1996 HM es un asteroide perteneciente al cinturón de asteroides, descubierto el 17 de abril de 1996 por el equipo de la Estación Óptica de Maui de la Fuerza Aérea (AMOS) desde el Observatorio de Haleakala, Hawái, Estados Unidos.

## Designación y nombre
Designado provisionalmente como 1996 HM.

## Características orbitales
1996 HM está situado a una distancia media del Sol de 2,606 ua, pudiendo alejarse hasta 3,337 ua y acercarse hasta 1,875 ua. Su excentricidad es 0,280 y la inclinación orbital 4,903 grados. Emplea 1537 días en completar una órbita alrededor del Sol.

## Características físicas
La magnitud absoluta de 1996 HM es 16,5.